# Онищенко Олег Олегович
Олег Олегович Онищенко (нар. 21 грудня 1982) — український футболіст, півзахисник.

## Життєпис
Вихованець ДЮСШ міста Приморськ. Розпочав професіональну кар'єру 2000 року в складі запорізького «Металурга-2», який виступав у Другій лізі України. Влітку 2000 року приєднався до херсонського «Кристалу», де грав протягом півтора року.
Взимку 2003 року став гравцем донецького «Шахтаря», але виступав за «Шахтар-2» та «Шахтар-3» у Першій та Другій лігах відповідно. Захищав кольори дубля «гірників» у молодіжному чемпіонаті України. 2005 року перебував у складі дніпродзержинської «Сталі».
Напередодні старту сезону 2006/07 років перейшов до луганської «Зорі», яка виборола право виступати у Вищій лізі України. Дебютний матч на найвищому рівні провів 23 липня 2006 року проти «Харкова» (2:2). Відігравши за команду один сезон, залишив стан луганців. Згодом знову грав за дніпродзержинську «Сталь», а також за луганський «Комунальник» та кіровоградську «Зірку».
У 2011 році приєднався до команди «Мир» із Горностаївки. Спочатку захищав кольори команди у чемпіонаті Херсонської області та аматорському чемпіонаті України, а згодом — у Другій лізі. З 2013 по 2014 рік Олег Онищенко грав за макіївський «НПГУ-Макіїввугілля» (раніше — «Макіїввугілля»), де був одним із лідерів команди.
У 2016 році перебував у таборі ялтинського «Рубіна». Згодом грав за клуби першості Запорізької області — чкаловську «Ольвію» (2016—2020) та ТЕГОС (2021).